# Geografia da Guiné-Bissau

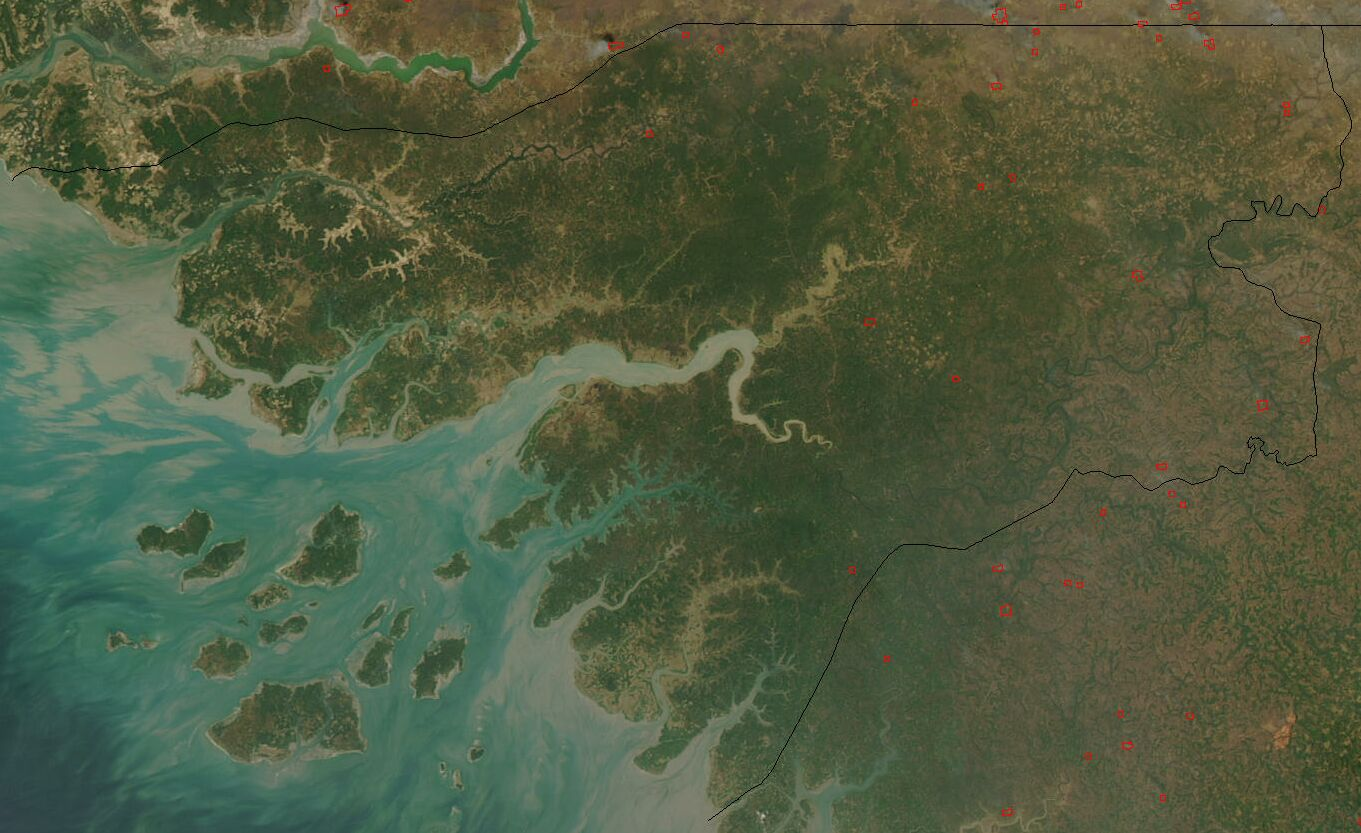
Imagem de satélite da Guiné-Bissau em Janeiro de 2003

A Guiné-Bissau é um pequeno país tropical que se situa a baixa altitude: o seu ponto mais alto sobe apenas a 300 metros. O interior é composto por savanas e a linha costeira é basicamente uma planície pantanosa. A sua estação das chuvas semelhante a uma monção alterna com períodos em que ventos quentes e secos sopram do [Saara]. O arquipélago de Bijagós espalha-se pelo mar.

## Geologia
Podem distinguir-se na Guiné-Bissau as seguintes formações:

a) Soco primitivo (xistos);

b) Séries intermédias (grés e quartzitos);

c) Cobertura sedimentar primária (xistos argilosos, fossilíferos e grés siliciosos);

d) Erupções doleríticas;

e) Séries de cobertura terciárias (margas fossilíferas, areias siliciosas);

f) Formações quaternárias (dunas consolidadas, depósitos vasosos, aluviões fuviais e areias dunares).

## Relevo
O relevo é monótono, podendo a Guiné considerar-se uma grande peneplanície, baixas, cujas maiores altitudes só raramente atingem os 300 m, nas Colinas de Boé, uma extensão dos contrafortes do Futa Jalom ocidental.

## Hidrografia
A Guiné apresenta um facies hidrográfico bastante complexo, constituído por rias e rios, nos quais se pode distinguir duas zonas:

a) Zona litoral, sujeita à influência das marés, na qual se encontram as seguintes rias: Sucujaque, Cacheu, Calequisse, Mansoa, Bissau, Grande de Buba, Tombali, Ganjola, Cumbijã e Cacine; 

b) Zona interior, com cursos de água doce e de regime irregular, na qual se encontram as bacias hidrográficas dos rios: Farim, Geba e Corubal. Existem ainda inúmeras lagoas.
Quanto a hidrografia do país, o engenheiro e revolucionário Amílcar Cabral explica para o seu povo a diferença entre rios e rias e comenta que:
Na Guiné, terra cortada por braços de mar, que nós chamamos rios, mas que no fundo não
são rios: Farim só é rio para lá de Candjambari; o Geba só é rio de Bambadinca para cima, e por
vezes mesmo para lá de Bambadinca há água salgada; Mansoa só é rio depois de Mansoa para
cima, já a caminho de Sara, perto de Caroalo; Buba, esse não é rio de lado nenhum, porque até
chegarmos a terra seca, é só água salgada; Cumbidjâ, Tombali, são todos braços de mar, a não
ser na parte superior com um bocadinho de água doce na época das chuvas, sobretudo o rio de
Bedanda que vem a Baiana buscar água doce. O único rio de facto, a sério, na nossa terra, é o
Corubal

## Clima
O clima é tipicamente tropical, podendo considerar-se duas regiões: uma, de clima subguineense, menos quente e mais pluvioso, e outra, de clima sudanês, mais quente e menos pluvioso.

A estação das chuvas vai desde Junho a Outubro e a estação seca de Novembro a Maio. A precipitação mensal média na estação das chuvas é 298.2 mm, enquanto no resto do ano não há praticamente precipitação. Na estação seca registam-se as temperaturas mais elevadas e reduzidas do ano, nomeadamente em Maio (29 ◦C) e Dezembro-Janeiro (25 ◦C), respetivamente.

## Vegetação
A vegetação natural é constituída pelos seguintes agrupamentos fisionómicos:

a) Floresta hidrófila, com predomínio de espécies sempre verdes, principalmente leguminosas (galerias florestais, povoamentos edáficos das aluviões litorais);

b) Floresta tropófila aberta, com predomínio de espécies de folha caduca, agrupando algumas sempre verdes;

c) Savanas secundárias dos terrenos elevados com árvores e arbustos, as quais ocupam a maior parte da Guiné;

d) Savanas climaces das terras baixas, sem árvores nem arbustos, constituindo o povoamento (geralmente herboso) das depressões mal drenadas;

e) Povoamentos aquáticos, com os mangais e a flora dos pântanos , rios e lagoas.

## Áreas Protegidas
As áreas protegidas da Guiné-Bissau representam 26,3% do território nacional e incluem várias tipologias de conservação. A maioria das áreas protegidas são geridas pelo Instituto para a Biodiversidade e Áreas Protegidas (IBAP). Os 6 parques nacionais são:
- Parque Nacional de Varela
- Parque Nacional de Orango
- Parque Nacional de Dulombi
- Parque Nacional de Cantanhez
- Parque Nacional de Boé (Dulombi – Boé I e o Dulombi – Boé II)
- Parque Nacional de Cufada

Existem 2 parques naturais:
- Parque Natural dos Tarrafes do Rio Cacheu
- Parque Natural das Lagoas de Cufada

Existem 6 monumentos naturais:
- Fonte de água quente de Cofra
- Rochas de Nhampassare
- Muralha de Canjadude
- Montanha da Indipendencia
- Gruta sagrada de Cabuca
- Rápidos de Cusselinta

Existem 5 reservas florestais:
- Reserva Florestal de Sumbundo;
- Reserva Florestal de Canquelifa;
- Reserva Florestal de Dungal;
- Reserva Florestal de Mansoa;
- Reserva Florestal de Salifo.

Destaca-se a Reserva da Biosfera do Arquipélago dos Bijagós, o Parque Nacional Marinho João Vieira e Poilão e a Área Marinha Protegida Comunitária das Ilhas de Formosa, Nago e Chediã (UROK).